# Gran Turismo 7
Gran Turismo 7 is een computerspel ontwikkeld door Polyphony Digital en uitgegeven door Sony Interactive Entertainment. Het racespel is de achtste hoofdgame in de Gran Turismo-serie. De game werd aangekondigd op 11 juni 2020 tijdens het PlayStation 5-onthullingsevenement en werd op 4 maart 2022 uitgebracht voor PlayStation 4 en PlayStation 5, waarmee het de eerste multi-console-installatie in de serie is. De game biedt ook virtual reality-ondersteuning die compatibel is met PlayStation VR2 via een gratis in-game update.

## Ontwikkeling en release
In een interview in juli 2019 met GTPlanet, een fanwebsite gewijd aan de Gran Turismo-serie, verklaarde Yamauchi dat de volgende Gran Turismo-titel in actieve ontwikkeling is. Yamauchi bevestigde dat de focus zal liggen op het finetunen van de klassieke GT-ervaring en voegde eraan toe: "Ik denk dat de volgende titel die we gaan maken een combinatie zal zijn van het verleden, het heden en de toekomst - een complete vorm van Gran Turismo.
Gran Turismo 7 werd onthuld tijdens Sony's PlayStation 5-onthullingsstream op 11 juni 2020. De game wordt ontwikkeld door Polyphony Digital en uitgegeven door Sony Interactive Entertainment voor de PlayStation 4 en PlayStation 5. tri-Crescendo droeg bij aan de ontwikkeling door te helpen met achtergrondmodellen. De game stond aanvankelijk gepland voor een release in 2021. Het werd later uitgesteld tot 2022 vanwege de impact van de COVID-19-pandemie op de videogame-industrie die de ontwikkeling van games beïnvloedde. De game is op 4 maart 2022 uitgebracht voor PS4- en PS5-consoles. Zevenvoudig wereldkampioen F1, Lewis Hamilton, speelt opnieuw zijn rol als de 'maestro' van de serie uit Gran Turismo Sport. 
Op de dag dat de game uitkwam, werd Gran Turismo 7 in Rusland uit de verkoop gehaald, hoewel Sony op dat moment nog geen formele beslissing had genomen. Op 9 maart, vier dagen na de release, kondigde PlayStation aan dat het de verkoop van zijn games, waaronder Gran Turismo 7, in Rusland zou stopzetten als reactie op de Russische invasie van Oekraïne in 2022.
Op 7 maart brachten Columbia Records en Sony Interactive Entertainment een soundtrackalbum uit met de titel Find Your Line (Officiële muziek van Gran Turismo 7). Het album bevat nummers die zijn geïnspireerd op de game, opgenomen door een reeks artiesten, waaronder GoldLink, Bring Me the Horizon, Nothing but Thieves, Idris Elba, Major Lazer, Rosalía, Lil Tjay en Jawsh 685. 
In juni kondigde de FIA aan dat het Assetto Corsa Competizione had gekozen als platform voor de Motorsport Games 2022, na wederzijdse overeenstemming met Polyphony om hun samenwerking tijdelijk op te schorten totdat het GT7-platform stabieler wordt.
De 1.29-update werd uitgebracht op 20 februari 2023, inclusief de PS VR2-upgrade en tijdelijke evenementen die een glimp zullen opvangen van de nieuwe AI "Sophy". De nieuwe AI past zich aan het niveau van de speler aan en maakt gebruik van geavanceerde technieken, zoals opstellen.

## Ontvangst
| \| Recensiescore \| Recensiescore \| \| Recensieverzamelaar \| Score \| \| ------------------- \| ------------------------------- \| \| Metacritic \| (PS5) 87/100[7] (PS4) 82/100[8] \| \| Publicist \| Score \| \| Gamer.nl \| (PS5, PS4) 8,5/10[9] \| \| Power Unlimited \| (PS5) 92/100[10] \| |                           |
| Recensiescore |                           |
| Recensieverzamelaar | Score                     |
| Metacritic | (PS5) 87/100 (PS4) 82/100 |
| Publicist | Score                     |
| Gamer.nl | (PS5, PS4) 8,5/10         |
| Power Unlimited | (PS5) 92/100              |